# ヨーゼフ・ヒッケルスベルガー
ヨーゼフ・ヒッケルスベルガー（Josef Hickersberger, 1948年4月27日 - ）は、オーストリアのニーダーエスターライヒ州、アムシュテッテン出身の元サッカー選手。サッカー指導者。

## 来歴
現役時代は攻撃的ミッドフィールダーとしてオーストリアと西ドイツで活躍。オーストリア・ブンデスリーガに属するFKアウストリア・ウィーンで18歳の頃にプロデビュー。国内リーグ、ヨーロッパカップ、代表チームでの実績が認められ、当時西ドイツ・ブンデスリーガに属していたキッカーズ・オッフェンバッハとフォルトゥナ・デュッセルドルフで計6年プレー。多くの得点も記録し、得点能力に優れた高い技術を持つミッドフィルダーとして高い評価を得ていた。オーストリア代表の一員として1978年ワールドカップ・アルゼンチン大会にもレギュラーとして出場。本大会でオーストリアが西ドイツを破った「コルドバの奇跡」のメンバー。また、当時行われたアマチュア・ヨーロッパ選手権にも特別出場。オーストリア代表の一員として同大会で優勝を果たしている。
現役引退後はオーストリアU21代表監督に就任。1年後には当時のオーストリア・サッカー協会会長の後押しもあり、オーストリア・サッカー史上最年少の39歳でオーストリア代表監督に就任。この人事は多くの厳しい批判の対象になったが、1990年ワールドカップ・イタリア大会予選を難なく突破し、本大会出場を果たしただけではなく、親善試合でアルゼンチンと引き分け、スペインとオランダに勝利するなどの好成績を収めたため、批判はおさまる。1990年ワールドカップ大会ではアメリカに勝利するが、イタリアとヴェングローシュ監督率いるチェコスロバキアに共に1点差で敗戦したため、決勝トーナメント出場を逃した。
オーストリア代表監督辞任後、ドイツ・ブンデスリーガのフォルトゥナ・デュッセルドルフやオーストリア・ブンデスリーガのFKアウストリア・ウィーンの監督などを務める。
それ以降は8年間に渡り中東に活動の場を移し、カタール、エジプト、バーレーン、UAEのクラブで監督を務め、幾度もリーグ優勝やカップ優勝を果たした他、バーレーン代表監督として1996年のアジアカップに出場している。
2002年にオーストリア・ブンデスリーガに属するSKラピード・ウィーンの監督に就任。オーストリア・ブンデスリーガでの優勝、UEFAチャンピオンズリーグ本大会出場などを果たす。2006年に再びオーストリアA代表監督に就任。地元で開催される2008年ヨーロッパ選手権にオーストリア代表を率いて臨んだが、1分2敗に終わり大会後に代表監督を辞任した。
政治、権力・金銭の争いなどが激しいヨーロッパサッカーに嫌気がしており、様々なインタビューで再び中東などヨーロッパ以外の地域で監督の仕事を続けたいと話していた。
2008年9月には浦和レッドダイヤモンズの監督候補として日本のメディアで報道されたが、同年11月にはUAEのアル・ワフダ・アブダビの監督に就任した。
息子のトーマス・ヒッケルスベルガーも元オーストリア代表のサッカー選手である。

## 選手経歴
- FKアウストリア・ウィーン 1969-1972
- キッカーズ・オッフェンバッハ 1972-1976
- フォルトゥナ・デュッセルドルフ 1976-1978
- FCヴァッカー・インスブルック 1978-1980
- SKラピード・ウィーン 1980-1982

## 指導経歴
- U-21オーストリア代表 1987
- オーストリア代表 1987-1990
- フォルトゥナ・デュッセルドルフ 1991
- FKアウストリア・ウィーン 1993-1994
- アル・アハリ 1995-1997
- バーレーン代表 1996
- アル・モカウルーン・アル・アラブ 1997-1999
- アル・シャーブ 1999-2000
- アル・ワスルFC 2000-2001
- アル・イテハド 2001-2002
- SKラピード・ウィーン 2002-2005
- オーストリア代表 2006-2008
- アル・ワフダ・アブダビ 2008-2010
- バーレーン代表 2010.06-2010.10
- アル・ワフダ・アブダビ 2010.10-2012.06
- アル・ワフダ・アブダビ 2013

## 監督としての実績
- オーストリア・ブンデスリーガ:優勝（2005）
- オーストリア・ブンデスリーガ:準優勝（1994）
- オーストリア・カップ:優勝（1994）
- オーストリア・スーパーカップ:優勝（1994）
- カタール・スターズリーグ:優勝（2002）
- アラビアン・ガルフ・リーグ:優勝（2010）
- バーレーン・プレミアリーグ:優勝（1996）
- カタールカップ:優勝（2002）
- エジプト・カップ:準優勝（1998）
- 1990年FIFAワールドカップ・イタリア大会出場
- UEFA EURO 2008出場